# Edice Půlnoc
Edice Půlnoc byla jedna z prvních samizdatových edic, která působila v letech 1950–1955 a v roce 1962. Název edice je aluzí na ilegální francouzskou edici Les Editions de Minuit z druhé světové války a zároveň vyjádření dobové atmosféry. Edici Půlnoc založili Egon Bondy a Ivo Vodseďálek, jejichž primárním cílem bylo vydávání vlastních literárních počinů neoficiální cestou. Jejich záměrem bylo taktéž šíření textů několika autorů, kteří vytvořili volný autorský okruh edice, jenž navazoval na činnost českých surrealistů. 

## Činnost edice Půlnoc
Hlavní součástí samizdatové edice Půlnoc byla raná prozaická a básnická díla Egona Bondyho a Iva Vodseďálka z let 1947–1950. Samizdatová edice Půlnoc se nesoustředila, podobně jako ostatní samizdatové edice ze 70. a 80. let, na šíření ineditní literatury mezi čtenáře. Edice Půlnoc svá literární díla zprostředkovávala zejména mezi vlastní okruh přátel. V edici Půlnoc vyšlo celkem celkem 44 titulů, které zahrnují básnické sbírky, prozaická a esejistická díla, ale i sešity koláží. Na výtvarné části se podíleli výtvarníci Adolf Born, Oldřich Jelínek a taktéž zakládající autoři Egon Bondy a Ivo Vodseďálek.